# Piłka nożna na Island Games 2009
Turniej piłkarski na XIII Island Games 2009 odbywał się od 28 czerwca do 4 lipca 2009 roku, a więc przez całą długość imprezy. Mecze rozegrano na obiektach w następujących miejscowościach na Wyspach Alandzkich: Eckerö, Finström, Hammarland, Jomala, Lemland, Mariehamn, Saltvik oraz Sund. Głównym stadionem był Wiklöf Holding Arena w Mariehamn, stolicy archipelagu.

## Stadiony

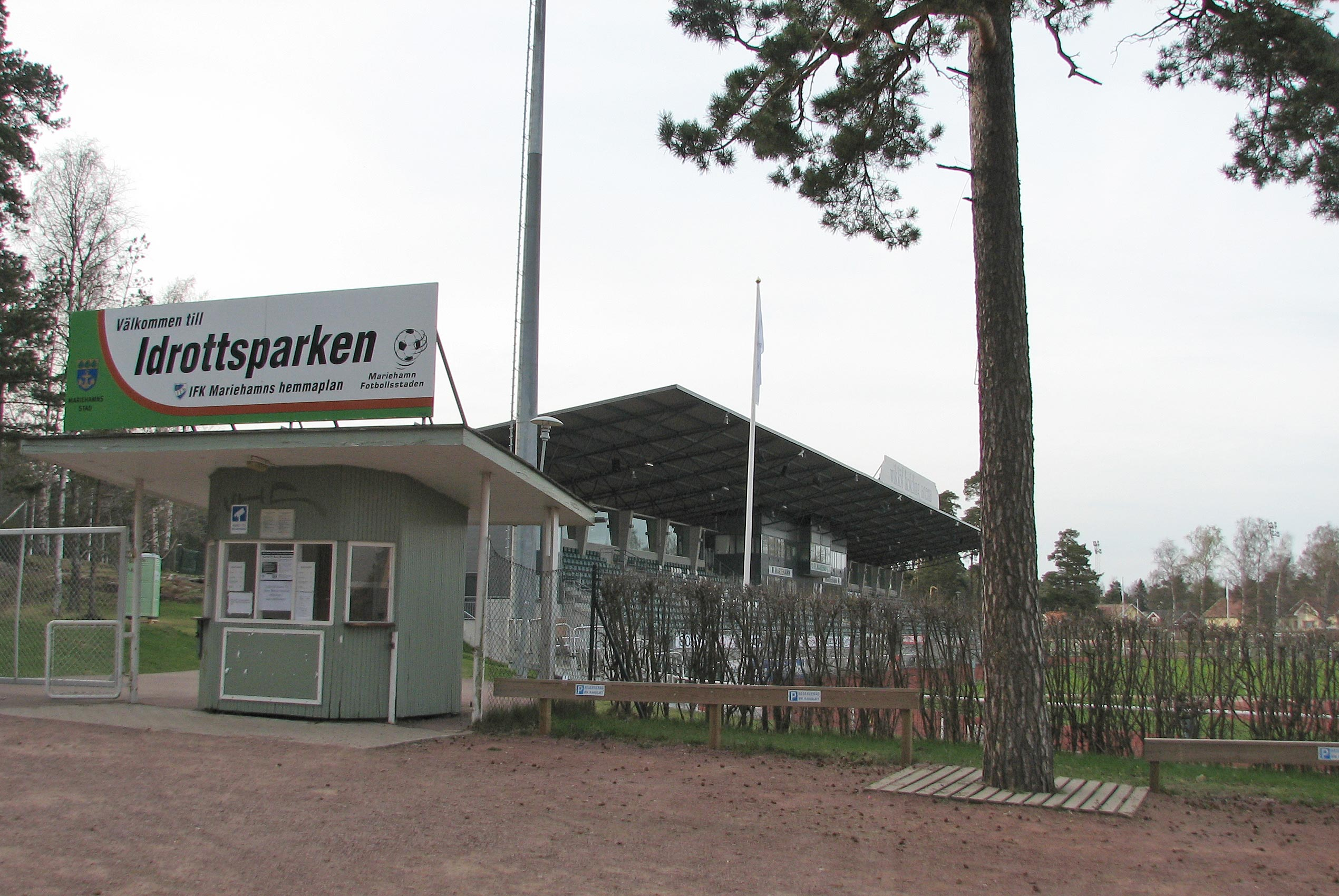
Wejście na Wiklöf Holding Arena

Mimo że to Wiklöf Holding Arena w Mariehamn była główną areną zmagań zawodników i zawodniczek piłki nożnej, to większość meczów odbywała się poza nim, na innych obiektach w rejonie Wysp Alandzkich. Oto owe obiekty:
| Stadion              | Miasto     | Mecze kobiet | Mecze mężczyzn | Wszystkie mecze | Uwagi                                                  |
| -------------------- | ---------- | ------------ | -------------- | --------------- | ------------------------------------------------------ |
| Wiklöf Holding Arena | Mariehamn  | 1            | 2              | 3               | Mecze finałowe i mecz otwarcia mężczyzn.               |
| Bengtsböle           | Lemland    | 8            | 0              | 8               | Jeden mecz półfinałowy kobiet.                         |
| Hammarvallen         | Hammarland | 1            | 7              | 8               | Jeden mecz półfinałowy kobiet.                         |
| Markusböle           | Finström   | 5            | 3              | 8               |                                                        |
| Rangsby              | Saltvik    | 1            | 3              | 4               |                                                        |
| Solvallen            | Eckerö     | 4            | 6              | 10              | Mecz o brązowy medal (mężczyźni)                       |
| Sportkila            | Sund       | 2            | 4              | 6               | Mecz półfinałowy mężczyzn, mecz o brązowy medal kobiet |
| Vikingavallen        | Jomala     | 2            | 8              | 10              | Mecz półfinałowy mężczyzn                              |

## Konkurencja męska
W konkurencji mężczyzn wzięło udział szesnaście drużyn z reprezentacji następujących krajów: Falklandy, Frøya, Gibraltar, Gotlandia, Grenlandia, Guernsey, Hebrydy Zewnętrzne, Jersey, Minorka, Rodos, Sarema, Szetlandy, Wight, Wyspa Man, Wyspy Alandzkie, Ynys Môn.

### Faza grupowa

#### Grupa A
| Zespół          | Pld | W | D | L | GF | GA | GD | Pts |
| --------------- | --- | - | - | - | -- | -- | -- | --- |
| Wyspy Alandzkie | 3   | 2 | 1 | 0 | 7  | 4  | +3 | 7   |
| Minorka         | 3   | 1 | 2 | 0 | 9  | 3  | +6 | 5   |
| Grenlandia      | 3   | 1 | 0 | 2 | 5  | 11 | -6 | 3   |
| Szetlandy       | 3   | 0 | 1 | 2 | 4  | 7  | -3 | 1   |

| 28 czerwca 2009 10:00 | Wyspy Alandzkie · Petter Isaksson 16' · David Welin 33' · Alexander Weckström 42' · André Karring 52' | 4-23-0 | Grenlandia · 58' 90' Pavia Mølgaard | Wiklöf Holding Arena, Mariehamn Sędzia: Johan Krantz |
|                       | |        |                                     |                                                      |

| 28 czerwca 2009 12:00 | Minorka · David Mas 24' 33' | 2-22-1 | Szetlandy · 17' 63' Leighton Flaws | Hammarvallen, Hammarland Sędzia: Johan Holmqvist |
|                       |                             |        |                                    |                                                  |

| 29 czerwca 2009 12:00 | Grenlandia | 0-60-3 | Minorka · 22' Alejandro Pérez Palliser · 27' Pere Rodriguez Prats · 38' Gabriel Llabrés · 73' Jordi Seguí · 76' David Mas · 90' John Mercadal | Sportkila, Sund Sędzia: Ville Nevalainen |
|                       |            |        | |                                          |

| 29 czerwca 2009 19:00 | Szetlandy · Duncan Bray 15' | 1-21-1 | Wyspy Alandzkie · 5' Alexander Weckström · 48' Simon Snickars | Hammarvallen, Hammarland Sędzia: Antti Lillman |
|                       |                             |        |                                                               |                                                |

| 30 czerwca 2009 16:00 | Wyspy Alandzkie · Andreas Björk 2' | 1-1 | Minorka · 28' José Barranco | Markusböle, Finström Sędzia: Antti Lillman |
|                       |                                    |     |                             |                                            |

| 30 czerwca 2009 16:00 | Szetlandy · Leighton Flaws 24' | 1-31-1 | Grenlandia · 6' Hans Knudsen · 65' 90' Pavia Mølgaard | Sportkila, Sund Sędzia: Johan Holmqvist |
|                       |                                |        |                                                       |                                         |

#### Grupa B
| Zespół    | Pld | W | D | L | GF | GA | GD  | Pts |
| --------- | --- | - | - | - | -- | -- | --- | --- |
| Guernsey  | 3   | 2 | 1 | 0 | 10 | 0  | +10 | 7   |
| Ynys Môn  | 3   | 2 | 1 | 0 | 6  | 3  | +3  | 6   |
| Gibraltar | 3   | 1 | 1 | 1 | 9  | 3  | +3  | 4   |
| Frøya     | 3   | 0 | 0 | 3 | 0  | 19 | -19 | 0   |

| 28 czerwca 2009 12:00 | Gibraltar | 0-0 | Guernsey | Solvallen, Eckerö Sędzia: Antti Lillman |
|                       |           |     |          |                                         |

| 28 czerwca 2009 12:00 | Ynys Môn · Edward Rhys Roberts 5' · Melvin McGinnes 6' 80' | 3-02-0 | Frøya | Vikingavallen, Jomala Sędzia: Arto Lilja |
|                       |                                                            |        |       |                                          |

| 29 czerwca 2009 16:00 | Guernsey · Glyn Dyer 57' · Ross Allen 84' | 2-00-0 | Ynys Môn | Vikingavallen, Jomala Sędzia: Johan Holmqvist |
|                       |                                           |        |          |                                               |

| 29 czerwca 2009 16:00 | Frøya | 0-80-3 | Gibraltar · 25' 46' 56' Lee Casciaro · 42' 43' Joseph Chipolina · 63' 86' Jeremy Lopez · 90' Aaron Payas | Solvallen, Eckerö Sędzia: Mikko Mörö |
|                       |       |        | |                                      |

| 30 czerwca 2009 12:00 | Gibraltar · Al Greene 76' | 1-30-0 | Ynys Môn · 78' Melvin McGinnes · 88' 90' Marc Evans | Hammarvallen, Hammarland Sędzia: Johan Krantz |
|                       |                           |        |                                                     |                                               |

| 30 czerwca 2009 12:00 | Frøya | 0-80-2 | Guernsey · 7' 64' 65' Dave Rihoy · 10' 54' 70' Ross Allen · 56' Richard Meland (s) · 86' Joby Bourgaize | Vikingavallen, Jomala Sędzia: Arto Lilja |
|                       |       |        | |                                          |

#### Grupa C
| Zespół | Pld | W | D | L | GF | GA | GD | Pts |
| ------ | --- | - | - | - | -- | -- | -- | --- |
| Jersey | 3   | 3 | 0 | 0 | 6  | 1  | +5 | 9   |
| Rodos  | 3   | 2 | 0 | 1 | 5  | 1  | +4 | 6   |
| Wight  | 3   | 1 | 0 | 2 | 6  | 7  | -1 | 3   |
| Sarema | 3   | 0 | 0 | 3 | 1  | 9  | -8 | 0   |

| 28 czerwca 2009 16:00 | Rodos · Savvas Pafiakis 71' · Antonis Georgalis 90' | 2-00-0 | Wight | Sportkila, Sund Sędzia: Mattias Gestranius |
|                       |                                                     |        |       |                                            |

| 28 czerwca 2009 16:00 | Sarema | 0-1 | Jersey · 9' Mark Lucas | Rangsby, Saltvik Sędzia: Nermin Cisic |
|                       |        |     |                        |                                       |

| 29 czerwca 2009 12:00 | Jersey · Ross Crick 40' | 1-0 | Rodos | Rangsby, Saltvik Sędzia: Johan Krantz |
|                       |                         |     |       |                                       |

| 29 czerwca 2009 12:00 | Wight · Kristjan Leedo (s) 22' · Aleksander Pezespolewski 41' · Chris Elliott 45' · David Greening 65' 90' | 5-13-0 | Sarema · 49' Sander Laht | Hammarvallen, Hammarland Sędzia: Arto Lilja |
|                       | |        |                          |                                             |

| 30 czerwca 2009 16:00 | Rodos · Xipas Antunis 16' · Antonis Georgalis 17' · Eleftherios Mavromoustakos 85' | 3-02-0 | Sarema | Rangsby, Saltvik Sędzia: Nermin Cisic |
|                       |                                                                                    |        |        |                                       |

| 30 czerwca 2009 16:00 | Jersey · Ross Crick 10' · Russell Le Feuvre 78' · Jack Cannon 85' · Craig Russell 90' | 4-11-1 | Wight · 33' Darren Powell | Hammarvallen, Hammarland Sędzia: Tony Asumaa |
|                       |                                                                                       |        |                           |                                              |

#### Grupa D
| Zespół             | Pld | W | D | L | GF | GA | GD | Pts |
| ------------------ | --- | - | - | - | -- | -- | -- | --- |
| Wyspa Man          | 3   | 3 | 0 | 0 | 11 | 3  | +8 | 9   |
| Hebrydy Zewnętrzne | 3   | 2 | 0 | 1 | 9  | 7  | +2 | 6   |
| Gotlandia          | 3   | 1 | 0 | 2 | 5  | 6  | -1 | 3   |
| Falklandy          | 3   | 0 | 0 | 3 | 2  | 11 | -9 | 0   |

| 28 czerwca 2009 19:00 | Hebrydy Zewnętrzne · David Angus Macmillan 20' · Niall Gibson 90' | 2-11-0 | Gotlandia · 49' Kenneth Budin | Hammarvallen, Hammarland Sędzia: Ville Nevalainen |
|                       |                                                                   |        |                               |                                                   |

| 28 czerwca 2009 19:00 | Falklandy · Nick Hurt (s) 74' | 1-20-1 | Wyspa Man · 22' Christopher Bass · 62' Stephen Glover | Solvallen, Eckerö Sędzia: Juho Honkanen |
|                       |                               |        |                                                       |                                         |

| 29 czerwca 2009 19:00 | Wyspa Man · Christopher Bass 6' 65' · Stephen Glover 16' 41' · Jack McVey 90' | 5-03-0 | Hebrydy Zewnętrzne | Markusböle, Finström Sędzia: Nermin Cisic |
|                       |                                                                               |        |                    |                                           |

| 29 czerwca 2009 19:00 | Gotlandia · Andreas Kraft 55' · Björn Nyman 80' | 2-00-0 | Falklandy | Vikingavallen, Jomala Sędzia: Nermin Cisic |
|                       |                                                 |        |           |                                            |

| 30 czerwca 2009 19:00 | Hebrydy Zewnętrzne · Niall Gibson 9' · Hector Macphee 35' · Donald Macphail 58' 88' · John Morrison 73' · Martin Maclean 74' · Andrew Murray 90' | 7-12-0 | Falklandy · 49' Mark Lennon | Solvallen, Eckerö Sędzia: Ville Nevalainen |
|                       | |        |                             |                                            |

| 30 czerwca 2009 19:00 | Wyspa Man · Calum Morrissey 19' · Kevin Megson 36' · Nick Hurt 42' · Calum Morrissey 45' | 4-24-0 | Gotlandia · 49' 57' Andreas Kraft | Markusböle, Finström Sędzia: Juho Honkanen |
|                       |                                                                                          |        |                                   |                                            |

### Faza pucharowa

#### Mecze o miejsca 11-16
Mecz o miejsce 15.
| 2 lipca 2009 9:00 | Falklandy · Wayne Clement 5' | 1-31-1 | Frøya · 39' Richard Meland · 52' Martin Gaaso · 68' Joran Adolfsen | Vikingavallen, Jomala Sędzia: Arto Lilja |
|                   |                              |        |                                                                    |                                          |

Mecz o miejsce 13.
| 2 lipca 2009 19:00 | Szetlandy · Erik Thomson 33' 88' 90+1' | 3-21-1 | Sarema · 42' 56' Urmas Rajaver | Hammarvallen, Hammarland Sędzia: Josef Fagerholm |
|                    |                                        |        |                                |                                                  |

Mecz o miejsce 11.
| 2 lipca 2009 19:30 | Gotlandia · Peter Öhman 10' 15' · Emil Segerlund 22' · Adrean Lindblom 53' | 4-33-2 | Grenlandia · 17' 68' Peri Fleischer · 44' Kaali Lund Mathiassen | Vikingavallen, Jomala Sędzia: Michael Sundström |
|                    |                                                                            |        |                                                                 |                                                 |

#### Mecze o miejsca 5-10
Mecz o miejsce 9.
| 3 lipca 2009 9:00 | Gibraltar · Lee Casciaro 21' 63' · Al Greene 76' | 3-01-0 | Wight | Vikingavallen, Jomala Sędzia: Antti Lillman |
|                   |                                                  |        |       |                                             |

Mecz o miejsce 7.
| 3 lipca 2009 13:30 | Hebrydy Zewnętrzne · Hector Macphee 56' | 1-40-2 | Minorka · 18' Marc Pons · 36' 75' John Mercadal · 90' David Mas | Vikingavallen, Jomala Sędzia: Josef Fagerholm |
|                    |                                         |        |                                                                 |                                               |

Mecz o miejsce 5.
| 3 lipca 2009 12:00 | Rodos · Theoharis Moshis 30' · Eleftherios Mavromoustakos 37' · Michail Manias 43' 84' | 4-03-0 | Ynys Môn | Solvallen, Eckerö Sędzia: Ville Nevalainen |
|                    |                                                                                        |        |          |                                            |

#### Półfinały
| 2 lipca 2009 16:00 | Guernsey | 0-20-1 | Jersey · 38' Ross Crick · 90' Mark Lucas | Sportkila, Sund Sędzia: Johan Krantz |
|                    |          |        |                                          |                                      |

| 2 lipca 2009 16:00 | Wyspy Alandzkie · Alexander Weckström 45' · Jimmy Sundman 93' | 2-1 (dogr.)1-1 | Wyspa Man · 24' Calum Morrissey | Vikingavallen, Jomala Sędzia: Ville Nevalainen |
|                    |                                                               |                |                                 |                                                |

#### Mecz o brązowy medal
| 3 lipca 2009 16:00 | Wyspa Man | 0-50-1 | Guernsey · 34' Craig Young · 68' 86' 90' Simon Tostevin · 83' Ross Allen | Solvallen, Eckerö Sędzia: Johan Holmqvist |
|                    |           |        |                                                                          |                                           |

#### Finał
| 3 lipca 2009 21:30 | Wyspy Alandzkie · Andreas Björk 84' | 1-20-1 | Jersey · 18' Jean- Paul Martyn · 54' Chris Andrews | Wiklöf Holding Arena, Mariehamn Sędzia: Nermin Cisic |
|                    |                                     |        |                                                    |                                                      |

### Ostateczna klasyfikacja drużyn
| Miejsce | Zespół             | Pld | W | D | L | GF | GA | GD  | Medal  |
| ------- | ------------------ | --- | - | - | - | -- | -- | --- | ------ |
| 1.      | Jersey             | 5   | 5 | 0 | 0 | 10 | 2  | +8  | Złoto  |
| 2.      | Wyspy Alandzkie    | 5   | 3 | 1 | 1 | 10 | 7  | +3  | Srebro |
| 3.      | Guernsey           | 5   | 3 | 1 | 1 | 15 | 2  | +13 | Brąz   |
| 4.      | Wyspa Man          | 5   | 3 | 0 | 2 | 12 | 10 | +2  |        |
| 5.      | Rodos              | 4   | 3 | 0 | 1 | 9  | 1  | +8  |        |
| 6.      | Ynys Môn           | 4   | 2 | 1 | 1 | 6  | 7  | -1  |        |
| 7.      | Minorka            | 4   | 2 | 2 | 0 | 13 | 4  | +9  |        |
| 8.      | Hebrydy Zewnętrzne | 4   | 2 | 0 | 2 | 10 | 11 | -1  |        |
| 9.      | Gibraltar          | 4   | 2 | 1 | 1 | 12 | 3  | +9  |        |
| 10.     | Wight              | 4   | 1 | 0 | 3 | 6  | 10 | -4  |        |
| 11.     | Gotlandia          | 4   | 2 | 0 | 2 | 9  | 9  | 0   |        |
| 12.     | Grenlandia         | 4   | 1 | 0 | 3 | 8  | 15 | -7  |        |
| 13.     | Szetlandy          | 4   | 1 | 1 | 2 | 7  | 9  | -2  |        |
| 14.     | Sarema             | 4   | 0 | 0 | 4 | 3  | 12 | -9  |        |
| 15.     | Frøya              | 4   | 1 | 0 | 3 | 3  | 20 | -17 |        |
| 16.     | Falklandy          | 4   | 0 | 0 | 4 | 3  | 14 | -11 |        |

### Strzelcy
|  | 5 goli - Lee Casciaro - Ross Allen 4 gole - Pavia Mølgaard - David Mas 3 gole - Andreas Kraft - Dave Rihoy - Simon Tostevin - Ross Crick - John Mercadal - Leighton Flaws - Erik Thomson - Christopher Bass - Stephen Glover - Calum Morrissey - Alexander Weckström - Melvin McGinnes 2 gole - Joseph Chipolina - Al Greene - Jeremy Lopez - Peter Öhman - Peri Fleischer - Niall Gibson - Donald Macphail - Hector Macphee - Mark Lucas | - Antonis Georgalis - Michail Manias - Eleftherios Mavromoustakos - Urmas Rajaver - David Greening - Andreas Björk 1 gol - Wayne Clement - Mark Lennon - Joran Adolfsen - Martin Gaaso - Richard Meland - Aaron Payas - Kenneth Budin - Adrean Lindblom - Björn Nyman - Emil Segerlund - Hans Knudsen - Kaali Lund Mathiassen - Joby Bourgaize - Glyn Dyer - Craig Young - Martin Maclean - David Angus Macmillan - John Morrison - Andrew Murray - Chris Andrews - Jack Cannon - Russell Le Feuvre - Jean- Paul Martyn | - Craig Russell - José Barranco - Gabriel Llabrés - Alejandro Pérez Palliser - Marc Pons - Pere Rodriguez Prats - Jordi Seguí - Xipas Antunis - Theoharis Moshis - Savvas Pafiakis - Sander Laht - Duncan Bray - Chris Elliott - Aleksander Pezespolewski - Darren Powell - Nick Hurt - Jack McVey - Kevin Megson - Petter Isaksson - André Karring - Simon Snickars - Jimmy Sundman - David Welin - Marc Evans - Edward Rhys Roberts Gole samobójcze - Richard Meland (dla Guernsey) - Kristjan Leedo (dla Wight) - Nick Hurt (dla Falklandy) |

## Konkurencja żeńska
W konkurencji kobiet wzięło udział dziesięć drużyn z reprezentacji następujących krajów: Gotlandia, Grenlandia, Guernsey, Hebrydy Zewnętrzne, Hitra, Jersey, Sarema, Wight, Wyspa Man, Wyspy Alandzkie.

### Faza grupowa

#### Grupa A
| Zespół          | Pld | W | D | L | GF | GA | GD  | Pts |
| --------------- | --- | - | - | - | -- | -- | --- | --- |
| Wyspy Alandzkie | 4   | 4 | 0 | 0 | 32 | 3  | +29 | 12  |
| Gotlandia       | 4   | 3 | 0 | 1 | 16 | 4  | +12 | 9   |
| Jersey          | 4   | 2 | 0 | 2 | 12 | 11 | +1  | 6   |
| Grenlandia      | 4   | 1 | 0 | 3 | 10 | 15 | -5  | 3   |
| Sarema          | 4   | 0 | 0 | 4 | 3  | 40 | -37 | 0   |

| 28 czerwca 2009 16:00 | Gotlandia · Marion Nilsson 26' 35' · Camilla Ronström 80' 86' · Amanda Nilsson 90' | 5-12-0 | Jersey · 90' Jodie Botterill | Markusböle, Finström Sędzia: Josef Fagerholm |
|                       |                                                                                    |        |                              |                                              |

| 28 czerwca 2009 16:00 | Grenlandia · Manumina Reimer 17' · Pilunnguaq Magnussen 22' 47' 90' · Pilunnguaq Chemnitz 50' 90' | 6-22-2 | Sarema · 20' Anneli Õige · 31' Marianna Laht | Bengtsböle, Lemland Sędzia: Piia Jäntti |
|                       |                                                                                                   |        |                                              |                                         |

| 29 czerwca 2009 12:00 | Jersey · Jodie Botterill 3' 58' · Lara Couvert 82' | 3-11-1 | Grenlandia · 22' Pilunnguaq Chemnitz | Bengtsböle, Lemland Sędzia: Juho Honkanen |
|                       |                                                    |        |                                      |                                           |

| 29 czerwca 2009 16:00 | Wyspy Alandzkie · Rebecca Björkvall 2' 19' 85' · Mathilda Mörn 4' 26' · Ing-Marie Holmberg 23' 54' 74' 84' · Daniela Haglund 30' 37' · Sarah Engblom 38' 63' · Emma Liljegren 42' · Hannah Salmén 48' 60' 86' 90' · Lisa Klingberg 79' 89' | 20-09-0 | Sarema | Markusböle, Finström Sędzia: Minna Niskanen |
|                       | |         |        |                                             |

| 30 czerwca 2009 12:00 | Sarema | 0-70-3 | Gotlandia · 13' Linnéa Hansson · 23' Helena Adman · 25' Camilla Ronström · 64' Emelie Edwardsson · 70' Helena Liljeström · 80' 81' Ejla Lillro | Bengtsböle, Lemland Sędzia: Minna Niskanen |
|                       |        |        | |                                            |

| 30 czerwca 2009 19:00 | Grenlandia · Arnaq Bourup Egede 25' · Karoline Malakiassen 65' | 2-61-1 | Wyspy Alandzkie · 22' Mathilda Mörn · 67' 80' 90' Annica Sjölund · 85' 89' Hannah Salmén | Vikingavallen, Jomala Sędzia: Piia Jäntti |
|                       |                                                                |        |                                                                                          |                                           |

| 1 lipca 2009 19:00 | Wyspy Alandzkie · Emma Liljegren 69' · Maryette Karring 74' | 2-00-0 | Gotlandia | Bengtsböle, Lemland Sędzia: Piia Jäntti |
|                    |                                                             |        |           |                                         |

| 1 lipca 2009 19:00 | Sarema · Liisi Salong 25' | 1-71-5 | Jersey · 26' 44' 45' 50' Jodie Botterill · 31' Rebecca Darts · 40' Louise Van der Vliet · 77' Kirsten Du Heaume | Markusböle, Finström Sędzia: Mikko Mörö |
|                    |                           |        | |                                         |

| 2 lipca 2009 19:00 | Jersey · Kerry Sauvage 42' | 1-4 | Wyspy Alandzkie · 9' Ing-Marie Holmberg · 12' Mathilda Mörn · 34' Hannah Salmén · 45' Leanne Bell (s) | Markusböle, Finström Sędzia: Johan Holmqvist |
|                    |                            |     | |                                              |

| 2 lipca 2009 19:00 | Gotlandia · Amanda Nilsson 36' 46' · Camilla Ronström 43' 53' | 4-12-1 | Grenlandia · 21' Karoline Malakiassen | Bengtsböle, Lemland Sędzia: Mikko Mörö |
|                    |                                                               |        |                                       |                                        |

#### Grupa B
| Zespół             | Pld | W | D | L | GF | GA | GD  | Pts |
| ------------------ | --- | - | - | - | -- | -- | --- | --- |
| Wyspa Man          | 4   | 4 | 0 | 0 | 25 | 3  | +22 | 12  |
| Wight              | 4   | 3 | 0 | 1 | 8  | 4  | +4  | 9   |
| Hebrydy Zewnętrzne | 4   | 2 | 0 | 2 | 10 | 16 | +4  | 6   |
| Guernsey           | 4   | 0 | 1 | 3 | 3  | 13 | -10 | 1   |
| Hitra              | 4   | 0 | 1 | 3 | 3  | 23 | -20 | 1   |

| 28 czerwca 2009 19:00 | Wyspa Man · Margaret Murphy (s) 13' · Donna Shimmin 28' · Gillian Christian 58' · Sarah O'Reilly 63' | 4-12-0 | Wight · 68' Natasha Miller | Vikingavallen, Jomala Sędzia: Ivana Zukovski |
|                       | |        |                            |                                              |

| 28 czerwca 2009 19:00 | Hitra · Synnøve Mjør Wingan 63' · Kirsti Sandstad 80' | 2-20-0 | Guernsey · 83' 90' Rochelle Vaudin | Markusböle, Finström Sędzia: Mikko Mörö |
|                       |                                                       |        |                                    |                                         |

| 29 czerwca 2009 16:00 | Hebrydy Zewnętrzne · Jenna Isabelle Marina Stewart 30' | 1-41-1 | Wyspa Man · 7' 48' 62' Eleanor Gawne · 55' Rebecca Cole | Bengtsböle, Lemland Sędzia: Ivana Zukovski |
|                       |                                                        |        |                                                         |                                            |

| 29 czerwca 2009 19:30 | Wight · Susan Cullen 43' · Kim Masterton 84' | 2-01-0 | Guernsey | Solvallen, Eckerö Sędzia: Stefan Skogberg |
|                       |                                              |        |          |                                           |

| 30 czerwca 2009 14:00 | Wyspa Man · Donna Shimmin 12' 18' 38' 52' 53' 62' 73' · Jade Burden 37' 39' · Kym Hicklin 45' · Eleanor Gawne 58' · Kym Hicklin 76' · Gillian Christian 87' | 13-06-0 | Hitra | Solvallen, Eckerö Sędzia: Ivana Zukovski |
|                       | |         |       |                                          |

| 30 czerwca 2009 19:00 | Wight · Sophie Jackson 23' | 1-0 | Hebrydy Zewnętrzne | Bengtsböle, Lemland Sędzia: Mikko Mörö |
|                       |                            |     |                    |                                        |

| 1 lipca 2009 19:00 | Hebrydy Zewnętrzne · Sinead Macleod 3' 17' 90' · Jenna Isabelle Marina Stewart 65' | 4-12-1 | Hitra · 2' Sara Baglo Lund | Solvallen, Eckerö Sędzia: Josef Fagerholm |
|                    |                                                                                    |        |                            |                                           |

| 1 lipca 2009 19:00 | Guernsey · Lisa Sylvester 58' | 1-40-2 | Wyspa Man · 37' 45' 76' Donna Harrison · 47' Sarah Breen | Sportkila, Sund Sędzia: Michael Sundström |
|                    |                               |        |                                                          |                                           |

| 2 lipca 2009 19:00 | Hitra | 0-40-3 | Wight · 4' Sarah Wright · 23' Emma Webb · 37' 71' Lauren Crews | Solvallen, Eckerö Sędzia: Piia Jäntti |
|                    |       |        |                                                                |                                       |

| 2 lipca 2009 19:00 | Guernsey | 0-50-3 | Hebrydy Zewnętrzne · 20' 45' Laura Johnson · 35' Jenna Isabelle Marina Stewart · 66' Marina Macdonald · 75' Jane Nicolson | Rangsby, Saltvik Sędzia: Ivana Zukovski |
|                    |          |        | |                                         |

### Faza pucharowa

#### Półfinały
| 3 lipca 2009 18:30 | Wyspa Man · Eleanor Gawne 16' | 1-41-1 | Gotlandia · 43' Camilla Ronström · 50' 85' 90' Sahra Karlsson | Hammarvallen, Hammarland Sędzia: Ivana Zukovski |
|                    |                               |        |                                                               |                                                 |

| 3 lipca 2009 18:30 | Wyspy Alandzkie · Daniela Haglund 30' · Mathilda Mörn 54' 84' · Maryette Karring 61' · Emma Liljegren 77' · Evelina Kohvakka 80' · Sarah Engblom 88' | 7-11-1 | Wight · 6' Danielle Merryfield | Bengtsböle, Lemland Sędzia: Piia Jäntti |
|                    | |        |                                |                                         |

#### Mecz o brązowy medal
| 4 lipca 2009 11:00 | Wight · Susan Cullen 28' | 1-31-1 | Wyspa Man · 17' Gillian Christian · 64' Eleanor Gawne · 90' Jade Burden | Sportkila, Sund Sędzia: Josef Fagerholm |
|                    |                          |        |                                                                         |                                         |

#### Finał
| 4 lipca 2009 16:00 | Wyspy Alandzkie · Evelina Kohvakka 21' · Rebecca Björkvall 59' | 2-01-0 | Gotlandia | Wiklöf Holding Arena, Mariehamn Sędzia: Piia Jäntti |
|                    |                                                                |        |           |                                                     |

### Ostateczna klasyfikacja drużyn
| Miejsce | Zespół             | Pld | W | D | L | GF | GA | GD  | Medal  |
| ------- | ------------------ | --- | - | - | - | -- | -- | --- | ------ |
| 1.      | Wyspy Alandzkie    | 6   | 6 | 0 | 0 | 41 | 4  | +37 | Złoto  |
| 2.      | Gotlandia          | 6   | 4 | 0 | 2 | 20 | 7  | +13 | Srebro |
| 3.      | Wyspa Man          | 6   | 5 | 0 | 1 | 29 | 8  | +21 | Brąz   |
| 4.      | Wight              | 6   | 3 | 0 | 3 | 10 | 14 | -4  |        |
|         | Grenlandia         | 4   | 1 | 0 | 3 | 10 | 15 | -5  |        |
|         | Guernsey           | 4   | 0 | 1 | 3 | 3  | 13 | -10 |        |
|         | Hebrydy Zewnętrzne | 4   | 2 | 0 | 2 | 10 | 6  | +4  |        |
|         | Hitra              | 4   | 0 | 1 | 3 | 3  | 23 | -20 |        |
|         | Jersey             | 4   | 2 | 0 | 2 | 12 | 11 | +1  |        |
|         | Sarema             | 4   | 0 | 0 | 4 | 3  | 40 | -37 |        |

### Zdobywczynie bramek
|  | 8 goli - Donna Shimmin 7 goli - Jodie Botterill - Hannah Salmén 6 goli - Camilla Ronström - Eleanor Gawne - Mathilda Mörn 5 goli - Ing-Marie Holmberg 4 gole - Rebecca Björkvall 3 gole - Sahra Karlsson - Amanda Nilsson - Pilunnguaq Chemnitz - Pilunnguaq Magnussen - Sinead Macleod - Jenna Isabelle Marina Stewart - Jade Burden - Gillian Christian - Sarah Engblom - Daniela Haglund | - Emma Liljegren - Annica Sjölund 2 gole - Ejla Lillro - Marion Nilsson - Karoline Malakiassen - Rochelle Vaudin - Laura Johnson - Donna Harrison - Kym Hicklin - Maryette Karring - Lisa Klingberg - Evelina Kohvakka - Lauren Crews - Susan Cullen 1 gol - Helena Adman - Emelie Edwardsson - Linnéa Hansson - Helena Liljeström - Arnaq Bourup Egede - Manumina Reimer - Lisa Sylvester - Marina Macdonald | - Jane Nicolson - Sara Baglo Lund - Kirsti Sandstad - Synnøve Mjør Wingan - Lara Couvert - Rebecca Darts - Kirsten Du Heaume - Kerry Sauvage - Louise Van der Vliet - Marianna Laht - Anneli Õige - Liisi Salong - Sarah Breen - Rebecca Cole - Sarah O'Reilly - Sophie Jackson - Kim Masterton - Danielle Merryfield - Natasha Miller - Emma Webb - Sarah Wright Bramki samobójcze - Leanne Bell (dla Wyspy Alandzkie ) - Margaret Murphy (dla Wyspa Man ) |

## Sędziowie
| Imię i nazwisko    | Mecze  | Mecze    | Mecze     | Najw. mecz                            |
| Imię i nazwisko    | Kobiet | Mężczyzn | Wszystkie | Najw. mecz                            |
| ------------------ | ------ | -------- | --------- | ------------------------------------- |
| Tony Asumaa        | 0      | 1        | 1         | Tylko grupowy                         |
| Nermin Cisic       | 0      | 5        | 5         | Finał mężczyzn                        |
| Josef Fagerholm    | 3      | 2        | 5         | Mecz o brązowy medal kobiet           |
| Mattias Gestranius | 0      | 1        | 1         | Tylko grupowy                         |
| Juho Honkanen      | 1      | 2        | 3         | Tylko grupowe                         |
| Johan Holmqvist    | 1      | 4        | 5         | Mecz o brązowy medal mężczyzn         |
| Piia Jäntti        | 6      | 0        | 6         | Finał kobiet                          |
| Johan Krantz       | 0      | 4        | 4         | Mecz otwarcia Półfinał mężczyzn (B/C) |
| Arto Lilja         | 0      | 4        | 4         | Mecz o 15. miejsce mężczyzn           |
| Antti Lillman      | 0      | 4        | 4         | Mecz o 9. miejsce mężczyzn            |
| Mikko Mörö         | 4      | 1        | 5         | Tylko grupowe                         |
| Ville Nevalainen   | 0      | 5        | 5         | Półfinał mężczyzn (A/D)               |
| Minna Niskanen     | 2      | 0        | 2         | Tylko grupowe                         |
| Stefan Skogberg    | 1      | 0        | 1         | Tylko grupowy                         |
| Michael Sundström  | 1      | 1        | 2         | Mecz o 11. miejsce mężczyzn           |
| Ivana Zukovski     | 5      | 0        | 5         | Półfinał kobiet (2A/1B)               |
| Wszystkich         | 24     | 34       | 58        | 16 sędziów                            |